# João Lourenço
João Manuel Gonçalves Lourenço (Lobito, 5 maart 1954) is een Angolees politicus. Sedert september 2017 is hij president van Angola.

## Biografie
In zijn jeugdjaren werd Lourenço lid van de Volksbeweging voor de Bevrijding van Angola (MPLA), waarmee hij vocht tegen de Portugese kolonisator. In 1978 trok hij naar de Sovjet-Unie om te studeren. Vier jaar later keerde hij terug naar Angola en in 1984 werd hij benoemd tot gouverneur van de provincie Moxico. In de daaropvolgende jaren bleef hij gestaag klimmen in de partijrangen van de MPLA. Van 1998 tot 2003 was hij secretaris-generaal van de MPLA. 
Van 2003 tot 2014 was hij vicevoorzitter van het Angolese parlement, waarna hij werd benoemd tot minister van Defensie. In december 2016 werd hij door zijn partij benoemd tot presidentskandidaat bij de Angolese verkiezingen van 2017, die de MPLA won. Hierdoor volgde hij José Eduardo dos Santos op als president van Angola.
Kort na zijn aantreden heeft hij een aantal vertrouwelingen van de voormalige president ontslagen, onder wie diens dochter Isabel dos Santos bij het staatsoliebedrijf Sonangol. Bij zijn aantreden in september heeft hij gezegd de corruptie in het land aan te pakken. Verder is ontslag aangezegd aan de gouverneur van de centrale bank, de directeur van Endiama, een diamantbedrijf, en drie hoofden van mediabedrijven in handen van de overheid. In maart 2018 werd Filomeno Dos Santos, de zoon van Lourenços' voorganger, aangeklaagd wegens corruptie. Dat was opvallend, omdat de verwachting was dat Lourenço de familie van zijn voorganger met rust zou laten. Hij zal vanaf 15 februari 2025 voor een jaar aantreden als voorzitter van de Afrikaanse Unie.
- Gemeinsame Normdatei: 1192338103
- International Standard Name Identifier: 0000 0004 9979 9093
- Library of Congress Control Number: no2018146090
- Virtual International Authority File: 4154135785415082348
- WorldCat: E39PBJdCvRcf4Q4dT6RyYQPWjC